# Leucoloma tenerum
Leucoloma tenerum là một loài Rêu trong họ Dicranaceae. Loài này được Mitt. mô tả khoa học đầu tiên năm 1856.